# Joey Gibbs
Joseph Arthur „Joey“ Gibbs (* 13. Juni 1992 in Gosford) ist ein australischer Fußballspieler.

## Karriere
Der aus Gosford stammende Gibbs war 2008 Preisträger der Lucas Neill Scholarship, die ihm Probetrainings bei den englischen Profiklubs West Ham United, Blackburn Rovers und Ipswich Town ermöglichte. Anfang 2009 debütierte er 16-jährig für Manly United in der NSW Premier League und etablierte sich als Stammspieler. Zur Saison 2009/10 erhielt der Stürmer die Möglichkeit für das Jugendteam des Sydney FC in der National Youth League zu spielen und kam dort verletzungsbedingt erst in der 2. Saisonhälfte überwiegend als Einwechselspieler zum Zug. Nachdem im Profiteam vor dem Meisterschaftsfinale gegen Melbourne Victory Steve Corica und John Aloisi ausfielen, gehörte Gibbs überraschend als Ersatzspieler zum Finalaufgebot. Beim Stand von 1:1 kam er für Alex Brosque in der 115. Minute der Verlängerung vor 45.560 Zuschauern – Rekord für einen A-League-Debütanten – auf den Platz. Die Partie wurde schließlich im Elfmeterschießen entschieden, in dem sich Gibbs’ Sydney FC mit 5:3 durchsetzte. An den anschließenden Feierlichkeiten konnte er aufgrund seiner Minderjährigkeit allerdings nur bedingt teilnehmen.

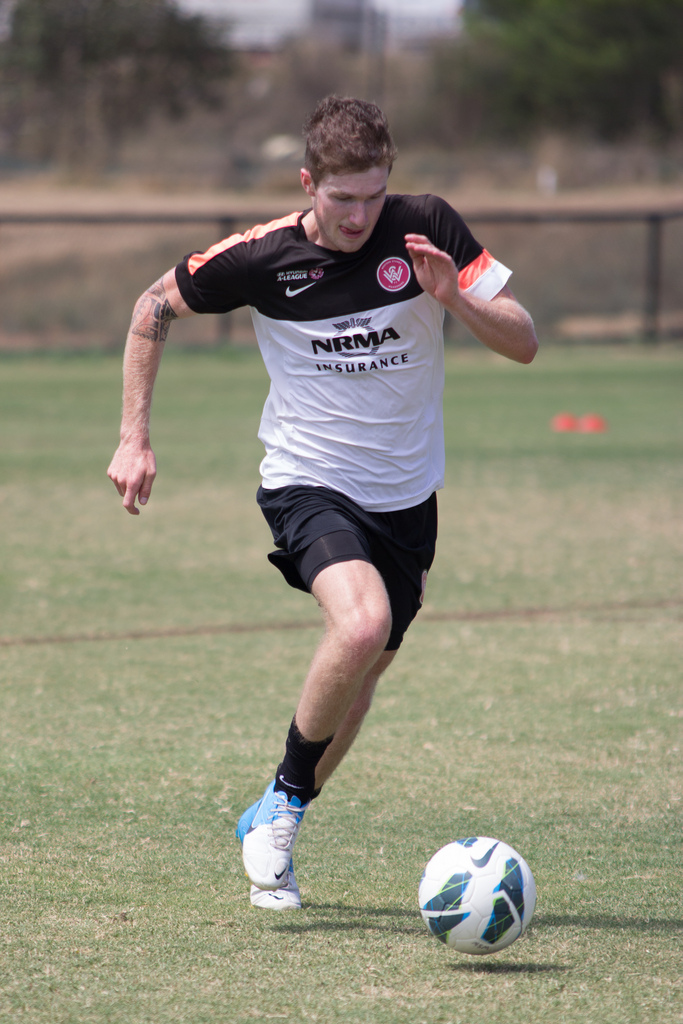
Gibbs im Training der Wanderers (2012)

Mit dem Saisonende der A-League kehrte er zu Manly United in die NSWPL zurück und sammelte dort weitere Erfahrung, bevor er im Sommer 2010 zum belgischen Drittligisten ROC Charleroi-Marchienne wechselte. Sein dortiger Aufenthalt dauerte nur einige Monate, bevor er Anfang 2011 bei Sydney mittrainierte, die Aufnahme in des Aufgebot für die Gruppenphase der AFC Champions League 2011, die in der australischen Saisonpause ausgetragen wird, aber verpasste. Daraufhin schloss er sich wieder seinem Heimatverein Manly United an. In der Saison 2011/12 spielte er erneut für das Jugendteam des Sydney FC, bevor er sich in der New South Wales Premier League den Marconi Stallions anschloss. Für die Stallions traf Gibbs in der regulären Saison 2012 elf Mal in 22 Ligaeinsätzen und wurde dafür in das NSW All Stars Team berufen. In den anschließenden Meisterschafts-Play-offs setzte er sich mit Marconi durch und gewann durch einen 2:0-Finalerfolg gegen die Bonnyrigg White Eagles die Meisterschaft von New South Wales. Seinen Lebensunterhalt verdiente Gibbs zu dieser Zeit als Angestellter bei Domino’s Pizza.
Im Juli 2012 trainierte Gibbs auf Probebasis bei der neu gegründeten A-League-Franchise Western Sydney Wanderers und erzielte im historischen ersten Spiel der Wanderers beim 5:0-Erfolg gegen den fünftklassigen Nepean FC in der zweiten Halbzeit vier Treffer. Einige Zeit später traf er auch als Testspieler der Central Coast Mariners in einem Freundschaftsspiel, bei denen er schließlich Mitte September einen Vertrag für das Jugendteam angeboten bekam. Kurz vor dem Saisonauftakt erhielt Gibbs Anfang Oktober schließlich einen Einjahresvertrag bei den Wanderers. Zu seinem Debüt für die Wanderers kam Gibbs am 4. Spieltag bei einem 1:0-Sieg gegen den amtierenden Meister Brisbane Roar, als er in der Sturmspitze Dino Kresinger in der Startaufstellung ersetzte. Sein erster Treffer im Profibereich folgte zwei Wochen später bei einer 1:2-Niederlage gegen die Newcastle Jets. Bis Saisonende, als die Wanderers zunächst Meister der regulären Saison wurden und in den Play-offs im Finale mit 0:2 gegen die Central Coast Mariners unterlagen, blieben seine Einsatzzeiten sporadisch. Kurz nach Saisonende war er einer von vier Spielern, deren Verträge nicht verlängert wurden.
Bereits wenig später fand er mit den Newcastle United Jets einen neuen Klub in der A-League für die Spielzeit 2013/14. Für diesen erzielte er bei seinem ersten Einsatz wenige Minuten nach seiner Einwechslung gegen Brisbane Roar den Treffer zum 2:0-Endstand, kam im weiteren Saisonverlauf aber nur noch weitere drei Mal per Einwechslung zum Einsatz und erhielt am Saisonende kein neues Vertragsangebot. Nachdem er sich Mitte 2014 kurzzeitig in der National Premier Leagues NSW bei den APIA Leichhardt Tigers, bevor er für die zweite Jahreshälfte nach Hongkong zum dortigen Erstligaaufsteiger Tai Po FC wechselte.
Die Saison 2015 spielte Gibbs für Blacktown City, für die er in 18 Saisonspielen 16 Treffer erzielte und damit zum Gewinn der Meisterschaft von New South Wales beitrug. In der anschließenden landesweiten Meisterschaftsendrunde war er ebenfalls erfolgreich und erzielte unter anderem beim 3:1-Finalerfolg gegen den westaustralischen Vertreter Bayswater City SC zwei Tore. Für seine Leistung im Finale erhielt Gibbs zudem die John Kosmina Medal als bester Spieler der Partie.